# Bộ Đãi (隶)
Bộ Đãi, bộ thứ 171 có nghĩa là "kịp" là 1 trong 9 bộ có 8 nét trong số 214 bộ thủ Khang Hy.
Trong Từ điển Khang Hy có 12 chữ (trong số hơn 40.000) được tìm thấy chứa bộ này.

## Tự hình Bộ Đãi (隶)

Tiểu triện

## Chữ thuộc Bộ Đãi (隶)
| Số nét bổ sung | Chữ     |
| -------------- | ------- |
| 0              | 隶/đãi/ |
| 8              | 隷/lệ/  |
| 9              | 隸/lệ/  |